# Воєводін Олексій Петрович
Олексій Петрович Воєво́дін — (3 листопада 1947, м. Дебальцеве, Донецька область) — український естетик, культуролог, доктор філософських наук, професор. Очолював кафедру філософії культури та культурології Східноукраїнського національного університету імені Володимира Даля, а з 2014 року в складі ЛНР працює завідувачем кафедри культурології ДОУК ЛНР «Луганська державна академія культури і мистецтв імені М. Матусовського».
Підтримує діяльність псевдореспубліки — ЛНР. Входить, як заступник голови, до складу спеціалізованої вченої ради Д 001.001.01 на здобуття наукового ступеня доктора і кандидата наук за спеціальностями: «Естетика (філософські науки)» і «теорія та історія культури (філософські науки)».

## Освіта
- Луганський державний педагогічний університет ім. Т. Г. Шевченка (1974).

## Напрями наукових досліджень
Сутність естетичного, специфічність емоційно-чуттєвих абстракцій і узагальнень, практична типологія естетичних почуттів, своєрідність теоретико-естетичного знання, раціонально-теоретичні форми в структурі художньої свідомості, естетична антропологія, закономірності розвитку мистецтва, проблеми світогляду і соціальної регуляції. Курси «Філософія культури», «Теорія культури», «Історія культури», «Естетика», «Етика», «Естетична антропологія».
Заступник голови спеціалізованої вченої ради Д29.051.05 для захисту дисертацій на здобуття наукового ступеня доктора (кандидата) наук за спеціальностями:
- 09.00.08 — естетика (з філософських наук);
- 09.00.04 — філософська антропологія, філософія культури (з філософських наук).

## Науковий доробок
В науковому доробку — 90 наукових та науково-методичних праць. Автор 2 одноосібних наукових монографій і 2 монографій у співавторстві. Автор книг:
- «Становление рационально-теоретических форм в структуре художественного сознания: опыт историко-генетической реконструкции» (Луганск, 1996) (рос.),
- «Естетичні виміри моралі» (Луганськ, 2009, у співавт.),
- «Естетична оцінка» (Луганськ, 2010, у співавт.)
- «Эстетическая антропология» (Луганск, 2010)[5] (рос.).

Має також інші публікацій, в яких досліджуються культурологічні закономірності соціальної регуляції та естетичних станів людини.

## Виноски
1. ↑  fkk.snu.edu.ua. Архів оригіналу за 15 лютого 2013. Процитовано 16 квітня 2011.
2. ↑  Информация о журнале(рос.)
3. ↑  Диссертационный совет Д 001.001.01 на соискание ученой степени доктора и кандидата наук по специальностям [Архівовано 14 грудня 2018 у Wayback Machine.](рос.)
4. ↑  Архівована копія. Архів оригіналу за 9 квітня 2012. Процитовано 15 квітня 2011.{{cite web}}:  Обслуговування CS1: Сторінки з текстом «archived copy» як значення параметру title (посилання)
5. ↑  Архівована копія. Архів оригіналу за 13 лютого 2013. Процитовано 16 квітня 2011.{{cite web}}:  Обслуговування CS1: Сторінки з текстом «archived copy» як значення параметру title (посилання)